# Placówka Straży Granicznej w Ogrodnikach
Placówka Straży Granicznej w Ogrodnikach – zlikwidowana graniczna jednostka organizacyjna Straży Granicznej realizująca zadania w ochronie granicy państwowej z Republiką Litewską.

## Formowanie i zmiany organizacyjne
Placówka Straży Granicznej w Ogrodnikach (PSG w Ogrodnikach), powołano 24 sierpnia 2005 ustawą z 22 kwietnia 2005 o zmianie ustawy o Straży Granicznej..., w strukturach Podlaskiego Oddziału Straży Granicznej z przemianowania dotychczas funkcjonującej granicznej placówki kontrolnej Straży Granicznej w Ogrodnikach (GPK SG w Ogrodnikach). Znacznie rozszerzono także uprawnienia komendantów, m.in. w zakresie działań podejmowanych wobec cudzoziemców przebywających na terytorium RP.
Placówka Straży Granicznej w Ogrodnikach funkcjonowała do 31 grudnia 2008.
W wyniku planowanej reorganizacji związanej z realizacją przez Straż Graniczną zadań po włączeniu Polski do strefy Schengen, zarządzeniem Komendanta Głównego Straży Granicznej 1 stycznia 2009 Placówka SG w Ogrodnikach została zniesiona, a ochraniany odcinek granicy przejęła nowo utworzona Placówka Straży Granicznej w Sejnach. Zmiany wynikały z konieczności zapewnienia skutecznej i sprawnej realizacji zadań przez Straż Graniczną po zniesieniu kontroli na granicach wewnętrznych. Zmiany dotyczyły nie tylko nowych metod i form działania, ale także modyfikacji struktur organizacyjnych skutkujących m.in. zmianą ilości, zasięgu działania i usytuowania poszczególnych placówek. Celem zmian było stworzenie takich warunków działania, aby mimo zaprzestania kontroli na granicy, Straż Graniczna mogła skutecznie realizować dotychczasowe zadania.

## Ochrona granicy
Po stronie litewskiej na długości 102,4 km ochraniał granicę SOGP w Łodziejach.

### Podległe przejścia graniczne
- Ogrodniki-Lazdijai – drogowe (24.08.2005–21.12.2007)[5][6]
- Berżniki-Kapčiamiestis – drogowe (1.09.2006–21.12.2007).

## Placówki sąsiednie
- Placówka Straży Granicznej w Budzisku ⇔ Placówka Straży Granicznej w Płaskiej – 19.11.2007[6].

## Komendanci placówki
- mjr SG/ppłk SG Kazimierz Kozicki (był 19.05.2006[7]–był 17.07.2008[8]).